# Boston-Marathon 2018

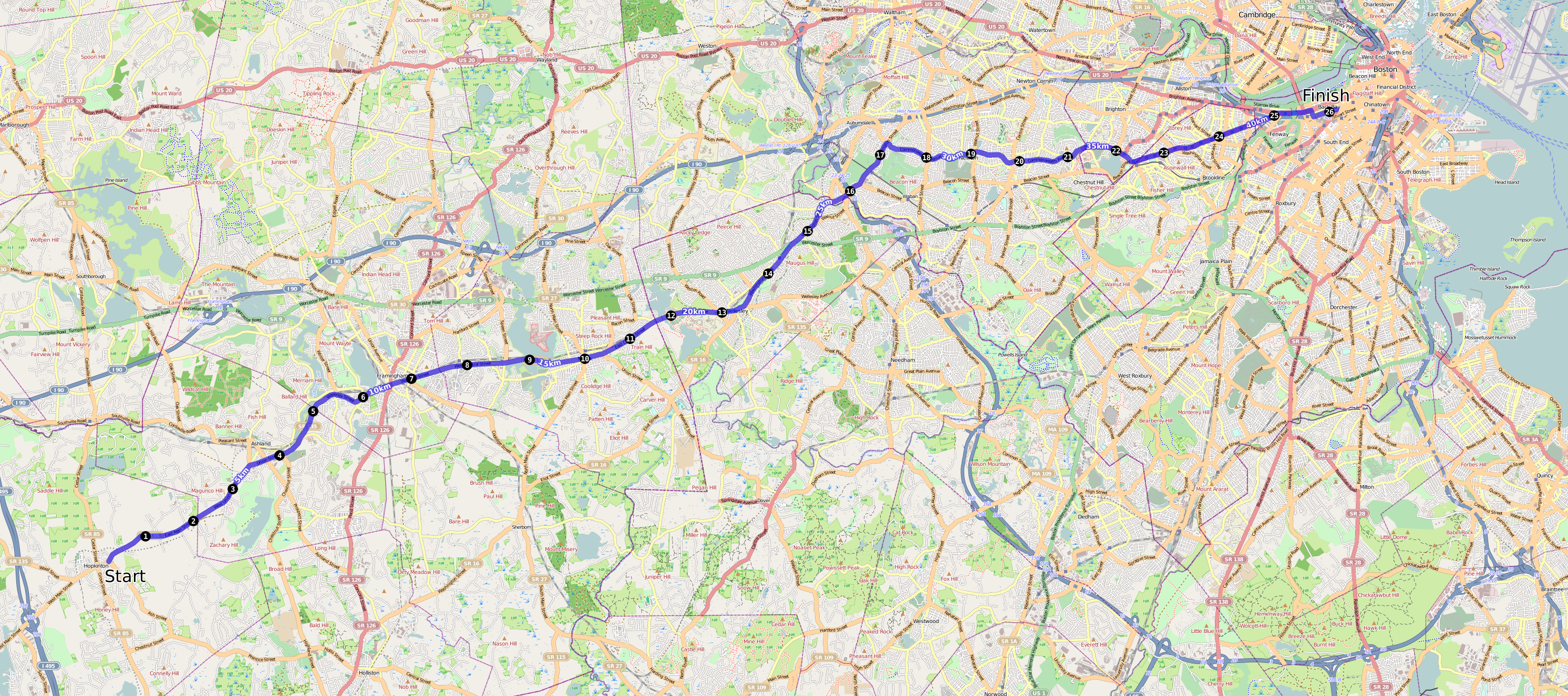
Strecke des Boston-Marathon

Der Boston-Marathon 2018 war die 122. Ausgabe der jährlich stattfindenden Laufveranstaltung in Boston, Vereinigte Staaten. Der Marathon fand am 16. April 2018 statt. Er war der siebte und vorletzte Lauf der World Marathon Majors 2017/18 und hatte das Etikett Gold der IAAF Road Race Label Events 2018.
Das Rennen war vor allem von Regen, Wind und Temperaturen nahe dem Gefrierpunkt geprägt. Viele der im Voraus favorisierten Athleten kamen gar nicht ins Ziel oder mussten ihr Tempo im Rennverlauf deutlich reduzieren. Aus dem 41-köpfigen Elitefeld beendeten 23 Läufer das Rennen nicht, bei den Frauen gingen vordere Platzierungen an zuvor unbekannte Außenseiterinnen. Bei den Männern gewann der Japaner Yūki Kawauchi in 2:15:58 h und bei den Frauen die US-Amerikanerin Desiree Linden in 2:39:54 h.

## Ergebnisse

### Männer
Der japanische Vielstarter Yūki Kawauchi sorgte von Anfang an für ein hohes Tempo. Die erste Meile bergab lief er vorneweg in 4:37 min, was hochgerechnet auf eine Zeit von 2:01 Stunden hingedeutet hätte. Auch danach blieb das Rennen verhältnismäßig schnell, Kilometer 10 wurde an der Spitze in 30:15 min passiert, was sich immer noch auf eine Endzeit von 2:07 h hochrechnen ließ. In der Folge beruhigte sich das Tempo allerdings, sodass auch der zwischenzeitlich leicht distanzierte Kawauchi wieder in die Spitzengruppe aufschloss. Die Rennhälfte wurde nach gut 66 Minuten erreicht. Etwa sechs Kilometer später attackierte der kenianische Vorjahressieger Geoffrey Kirui und konnte sich schnell einen deutlichen Abstand auf seine Verfolger erarbeiten – so hatte er bei Kilometer 30 eine Lücke von 28 Sekunden auf die ihm folgenden Läufer hinausgelaufen sowie nach weiteren 5 Kilometern 1:31 Minuten Vorsprung auf Kawauchi, der sich zuvor aus einer Dreiergruppe absetzen konnte. Aus dem Rennen ausgestiegen waren zu diesem Zeitpunkt bereits andere Topfavoriten wie Galen Rupp, Tamirat Tola oder Lemi Berhanu. Auf den nächsten Kilometern bekam aber auch der bis dahin souveräne Kirui deutliche Probleme. Bei Kilometer 40 war sein Vorsprung auf 20 Sekunden geschmolzen und wenig später überholte ihn Kawauchi, der daraufhin ungefährdet dem ersten japanischen Sieg seit 31 Jahren entgegenlief. Dahinter rettete Kirui mit fast zweieinhalb Minuten Rückstand Platz 2, Dritter wurde 12 Sekunden nach ihm der US-Amerikaner Shadrack Biwott.
| Platz | Athlet            | Land               | Zeit (h) |
| ----- | ----------------- | ------------------ | -------- |
| 01    | Yūki Kawauchi     | Japan              | 2:15:58  |
| 02    | Geoffrey Kirui    | Kenia              | 2:18:23  |
| 03    | Shadrack Biwott   | Vereinigte Staaten | 2:18:35  |
| 04    | Tyler Pennel      | Vereinigte Staaten | 2:18:57  |
| 05    | Andrew Bumbalough | Vereinigte Staaten | 2:19:52  |
| 06    | Scott Smith       | Vereinigte Staaten | 2:21:47  |
| 07    | Abdi Nageeye      | Niederlande        | 2:23:16  |
| 08    | Elkanah Kibet     | Vereinigte Staaten | 2:23:37  |
| 09    | Reid Coolsaet     | Kanada             | 2:25:02  |
| 10    | Daniel Vassallo   | Vereinigte Staaten | 2:27:50  |

### Frauen
Spannung aus heimischer Sicht versprachen im Voraus vor allem die Verpflichtungen von Shalane Flanagan, Molly Huddle, Jordan Hasay und Desiree Linden, die allesamt als mögliche Siegeskandidatinnen gehandelt wurden. 
Am Vortag musste Hasay ihren Start allerdings auf Grund einer Fersenverletzung absagen. Wie üblich wurde ein Frauenfeld mit den verpflichteten Elite-Läuferinnen und sonstigen Läuferinnen mit schnellen Bestzeiten eine halbe Stunde vor dem eigentlichen Start losgeschickt. Das Rennen war von Beginn an sehr langsam, was zu dem Kuriosum führte, dass bei Kilometer 5 acht Läuferinnen aus dem später gestarteten Hauptfeld mit schnelleren Durchgangszeiten als die eigentliche Spitze zu verzeichnen waren. Danach war es vor allem die Äthiopierin Mamitu Daska, die versuchte, für Tempo zu sorgen und sich schließlich nach Rennhälfte vom Feld absetzen konnte. Bei Kilometer 30 hatte sie einen Vorsprung von 24 Sekunden auf ihre Verfolgerinnen Gladys Chesir und Desiree Linden, welche sich ihrerseits vom Feld absetzen konnten. Wenig später konnte Daska ihr Tempo allerdings nicht mehr halten und wurde nach rund 34 Kilometern schließlich ein- und überholt. Nachdem zunächst Chesir kurz geführt hatte, war es Linden, die sich das Rennen am besten eingeteilt hatte und schließlich auf den größtenteils abschüssigen letzten acht Kilometern schnell ungefährdet dem ersten amerikanischen Frauensieg seit 33 Jahren entgegenlief. Der Kampf um die Plätze gestaltete sich spannend, denn sowohl Daska als auch Chesir beendeten das Rennen nicht. Da aber auch das Verfolgerfeld um Flanagan, Huddle und die zweifache Weltmeisterin Edna Kiplagat trotz der verhältnismäßig sehr langsamen ersten Hälfte (1:19:41 h) mit den Bedingungen zu kämpfen hatte und alle drei das Rennen nur trabend beendeten, war es schließlich die zuvor völlig unbekannte US-Amerikanerin Sarah Sellers, die mit einem gleichmäßig eingeteilten Rennen vier Minuten nach Linden als Zweite ins Ziel kam. Dritte wurde die Kanadierin Krista DuChene. Die fünftbeste Zeit erreichte mit Jessica Chichester eine Läuferin, die im Hauptfeld aus dem dritten Startkorridor gestartet war.
| Platz | Athletin          | Land               | Zeit (h) |
| ----- | ----------------- | ------------------ | -------- |
| 01    | Desiree Linden    | Vereinigte Staaten | 2:39:54  |
| 02    | Sarah Sellers     | Vereinigte Staaten | 2:44:04  |
| 03    | Krista DuChene    | Kanada             | 2:44:20  |
| 04    | Rachel Hyland     | Vereinigte Staaten | 2:44:29  |
| 05 *  | Nicole DiMercurio | Vereinigte Staaten | 2:45:52  |
| 06    | Shalane Flanagan  | Vereinigte Staaten | 2:46:31  |
| 07    | Kimi Reed         | Vereinigte Staaten | 2:46:47  |
| 08    | Edna Kiplagat     | Kenia              | 2:47:14  |
| 09    | Hiroko Yoshitomi  | Japan              | 2:48:29  |
| 10    | Joanna Thompson   | Vereinigte Staaten | 2:48:31  |

* Die im Hauptfeld gestartete US-Amerikanerin Jessica Chichester erzielte in 2:45:23 h (Bruttozeit 2:46:52 h) die fünftbeste Zeit. Auf Grund des vorgezogenen Starts des Elitefelds der Frauen hätte sie damit nach dem Regelwerk ursprünglich kein Preisgeld erhalten. Der Veranstalter gab allerdings Anfang Mai bekannt, dass Chichester und vier andere aus dem Hauptfeld gestartete Läuferinnen zusätzlich zu den an das Elitefeld ausgezahlten Geldern die Summe ausgezahlt bekommen, die sie ihren Leistungen entsprechend im Elitefeld erhalten hätten.